# Dzika kotka
Dzika kotka (niem. Die Bergkatze) – niemiecki film niemy z 1921 roku w reżyserii Ernsta Lubitscha.

## Obsada
- Victor Janson jako komandor Fortu Tossenstein
- Marge Köhler jako jego żona
- Edith Meller jako Lilli, ich córka
- Paul Heidemann jako porucznik Alexis
- Wilhelm Diegelmann jako Klaudiusz, kapitan bandytów
- Pola Negri jako Rischka, ich córka
- Hermann Thimig jako Pepo
- Paul Biensfeldt jako Dafko
- Paul Grätz jako Zofano
- Max Kronert jako Masilio
- Erwin Kropp jako Tripio